# بوكيمون رينجر: غارديان ساينس
بوكيمون رينجر: غارديان ساينس (بالإنجليزية: Pokémon Ranger: Guardian Signs)‏، هي لعبة فيديو من إنتاج ستوديو كرايتشرز اليابانية، ومن نشر شركة ذا بوكيمون كومباني التابعة لشركته الأم نينتندو سنة 2010، حيث تعمل لمنصة نينتندو دي إس.

## المواقع الخارجية
- الموقع الرسمي بالانكليزية